# Округ Мобил (Алабама)
Округ Мобил (енгл. Mobile County) је округ у америчкој савезној држави Алабама. По попису из 2010. године број становника је 412.992. Седиште округа је град Мобил.

## Демографија
Према попису становништва из 2010. у округу је живело 412.992 становника, што је 13.149 (3,3%) становника више него 2000. године.
| Група             | 2000.           | 2010.           |
| Белци             | 249.763 (62,5%) | 243.904 (59,1%) |
| Афроамериканци    | 133.465 (33,4%) | 142.992 (34,6%) |
| Азијати           | 5.628 (1,4%)    | 7.561 (1,8%)    |
| Хиспаноамериканци | 4.887 (1,2%)    | 9.936 (2,4%)    |
| Укупно            | 399.843         | 412.992         |